# دیمون وینس جونیور
دیمون وینس جونیور (به انگلیسی: Damon Wayans, Jr.) (زاده ۱۸ نوامبر ۱۹۸۲) بازیگر آمریکایی است.
از فیلم‌های معروف او می‌توان به بازی در اون‌یکی‌ها، پایان خوش و بیا پلیس باشیم اشاره کرد.